# Andrew Hurd
Andrew Hurd (ur. 12 sierpnia 1982 w Cambridge) – były kanadyjski pływak, specjalizujący się głównie w stylu dowolnym.
Srebrny medalista z Montrealu i brązowy medalista mistrzostw świata z Melbourne w sztafecie 4 x 200 m stylem dowolnym. 2-krotny srebrny medalista Igrzysk Wspólnoty Brytyjskiej z Melbourne, 2-krotny medalista Mistrzostw Pacyfiku.
3-krotny uczestnik Igrzysk Olimpijskich: z Sydney (23. miejsce na 1500 m stylem dowolnym), Aten (13. miejsce na 400 i 18. miejsce na 1500 m stylem dowolnym oraz 5. miejsce w sztafecie 4 x 200 m stylem dowolnym) oraz Pekinu (5. miejsce w sztafecie 4 x 200 m stylem dowolnym).